# Phanoperla himalayana
Phanoperla himalayana és una espècie d'insecte plecòpter pertanyent a la família dels pèrlids que es troba al subcontinent indi: l'Índia, el Nepal i Bhutan.